# エアインテーク
エアインテーク（英語: air intake）は、空気を取り入れる入り口で、エンジンなどの空気を利用する機械の吸気のほか、空気調和機、機器の冷却、室内の換気などの目的で外気を取り入れるための開口部である。エア・インレット（air inlet）、あるいは日本語で吸気口などとも表記される。形状によってはエアスクープ（英: Air Scoop）と呼ばれる場合もある。

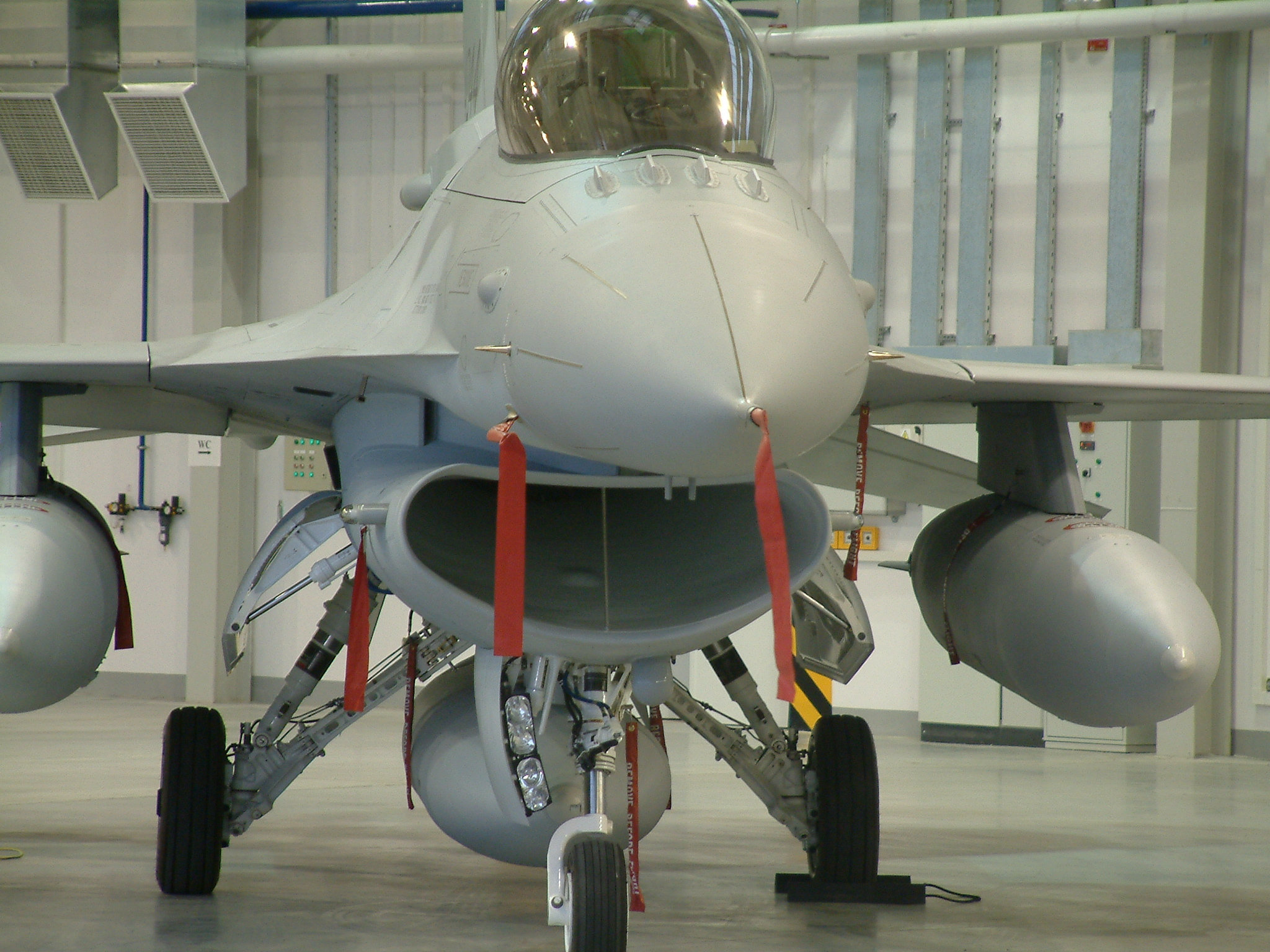
F-16戦闘機のインテーク
胴体およびストレーキ（翼前縁延長部）の下にエアインテークを配置することにより、大きな迎角の飛行状態の際にも安定して空気が取り込まれる。

## 概要
エアインテークは機械の外から空気を取り込むための取り入れ口で、特に航空機や自動車などの輸送機械では風圧によりエアインテークへと空気が流れるように成形される場合が多い。より効果的に風圧を利用するために、車体などから突出して開口部を境界層の外に出るように作られたものもある。
移動する乗り物などに生じる風圧を利用して、より効率的に空気を取り込むエアインテークをラムエアインテーク（英: ram-air intake）と呼ぶ場合がある。ラムエア（英: ram-air）は「衝突する空気」という意味である。走行風を積極的に利用して吸気管内を流れる空気の抵抗を減らしてポンピングロスを低減できるとして、自動車やオートバイなどような陸上輸送機器の分野にも応用され、レーシングカーや市販のオートバイで採用されている。

## 航空機

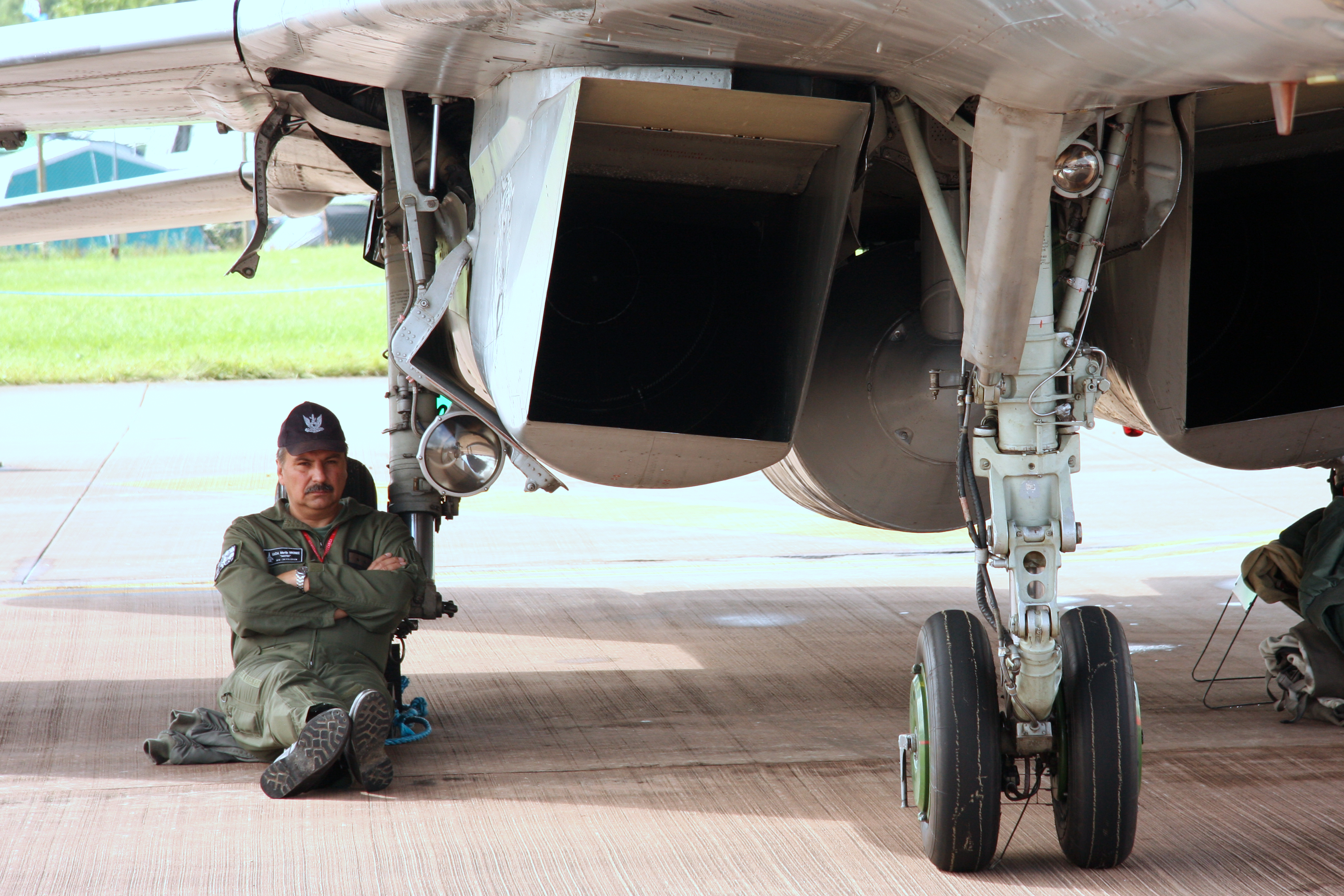
MiG-29のインテーク

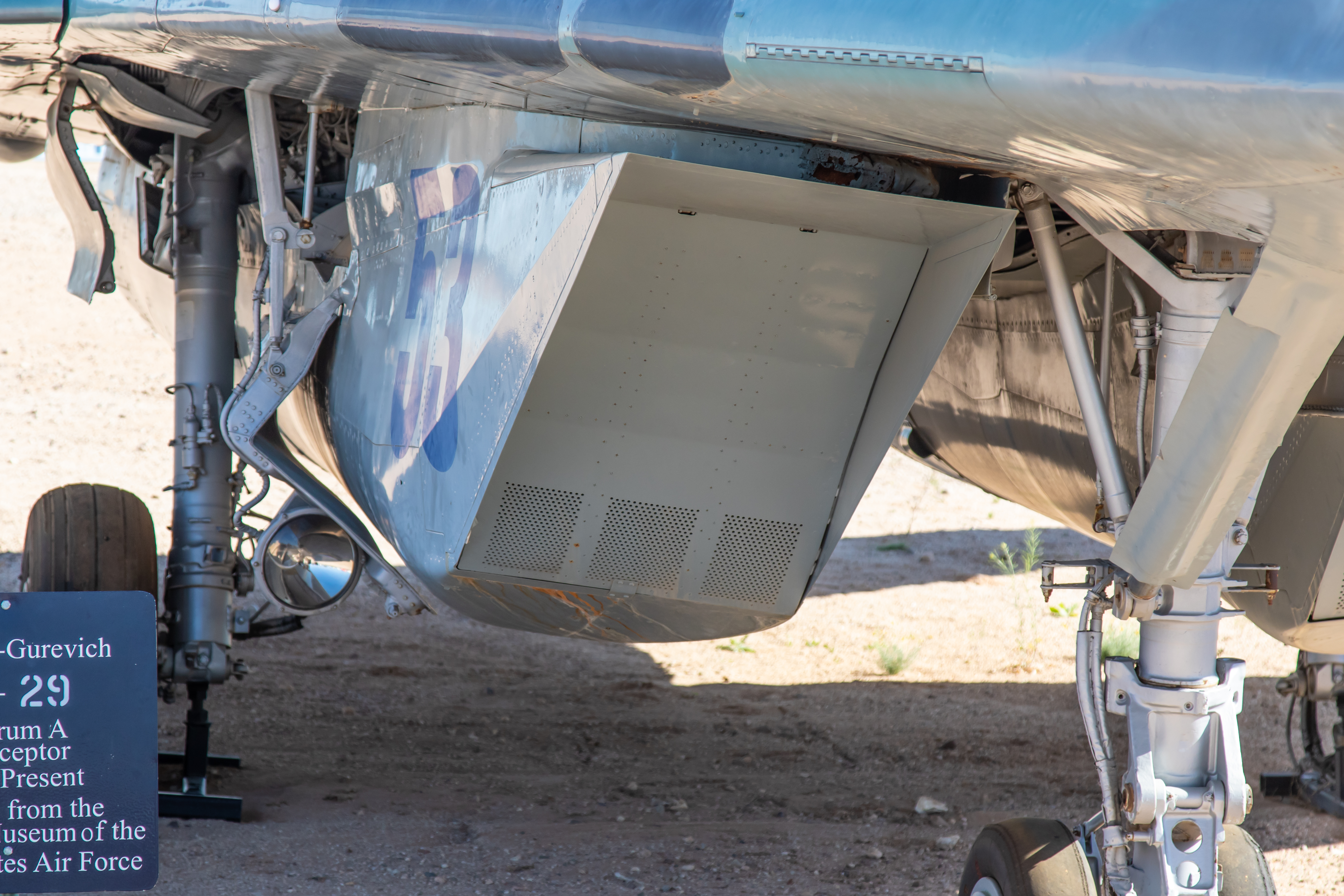
MiG-29の蓋を閉じた状態のインテーク

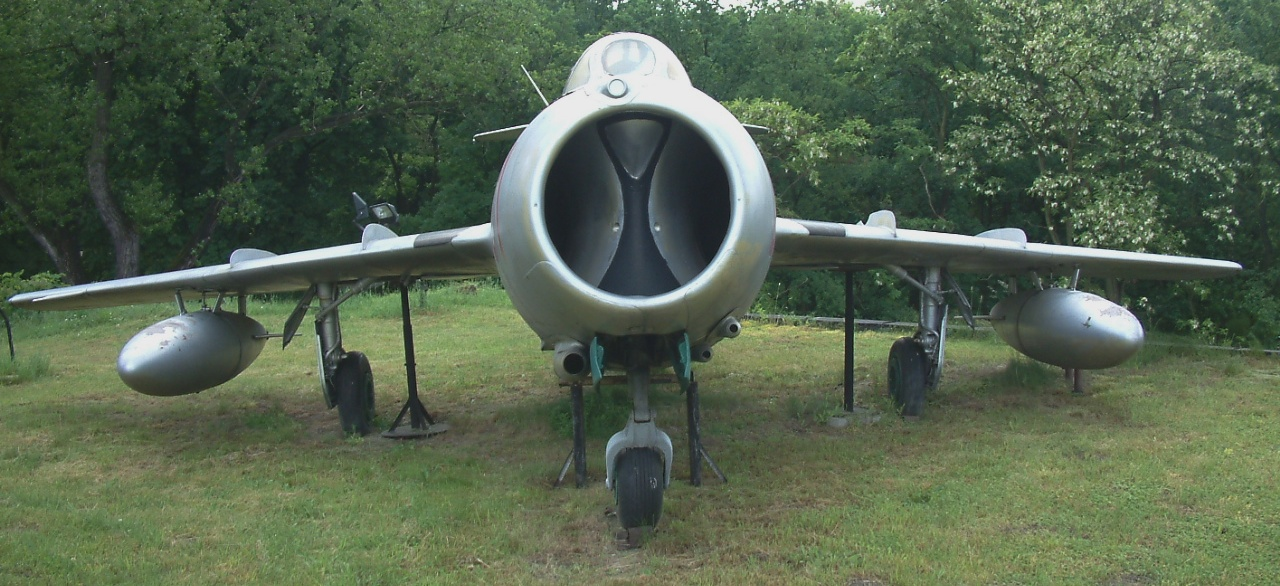
ミコヤン設計局 MiG-15。典型的なジェットエンジンのラムエアインテーク。

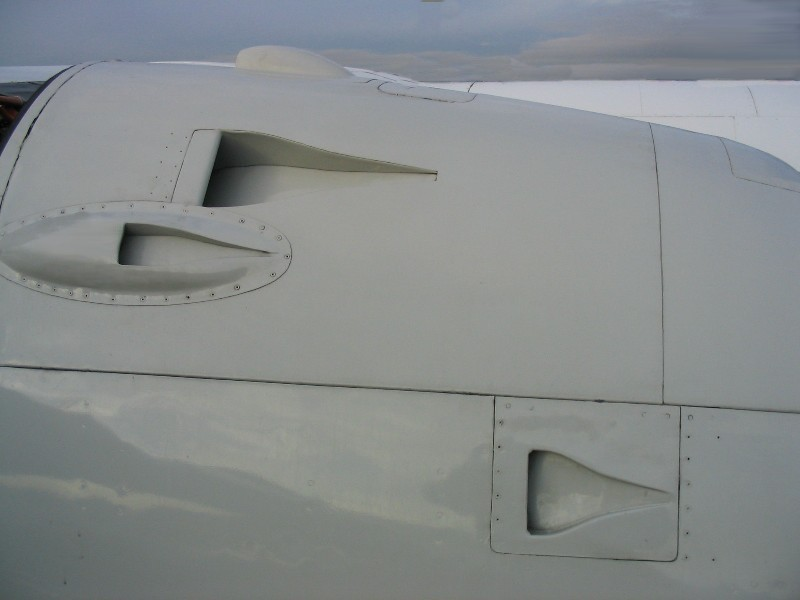
NACAダクトの採用例

航空機、とりわけジェット機においてはエアインテークの数や配置、形状はエンジンや飛行機の性能に大きく影響する要素の1つである。航空機の用途によってエアインテークの設計も異なり、例えば空気の薄い高高度を飛行する航空機と低高度を飛行する航空機では設計が異なる。
ターボジェットエンジンやターボファンエンジンでは、コンプレッサー翼の先端が流入空気に対して相対的に音速を超えると効率的な運転ができないため、流入空気の速度はマッハ0.4 - 0.5に抑える必要がある。エアインテークには流入空気を減速する機能が備えられ、ジェットエンジンの機上性能はエアインテークに大きく依存する。エアインテークとダクトの形式や形状はエンジンに供給される空気の圧力損失と流れのひずみを決定づけ、機上推進力と燃料消費に影響を及ぼす。おおよそ、エアインテーク内での圧力回復が1%減少すると1.3%の推力低下となる。またカウルや境界層分流器を含めたエアインテーク外側の形状も航空機の空気抵抗に大きく影響する。基本形式としてNACAダクト（英: NACA duct）、ピトー型（英: pitot inlet）、円錐型（英: conical inlet）、二次元ランプ型（英: two-dimensional ramp inlet）といった形式がある。
NACAダクト
入口は長方形で、奧に行くにつれて横幅が増える形状を持つ。NACAフラッシュインレット（英: flush inlet）、NACAスクープ（英: scoop）などとも呼ばれる。NACAはアメリカ航空諮問委員会の略、NASAの前身で翼型などについて多くの基礎的・網羅的研究を行った組織である。
初期のジェット機でいくつかの利用例があるが、圧力回復が弱いため今日では飛行機の推進装置に見られることは希である。NACAダクトが適している亜音速では、ピトー型の圧力回復が実質的に100％であるのに対して、適切に設計されたNACAダクトは90％であるが、エンジンが胴体内に搭載される場合にはNACAダクトは機体の湿潤面積と重量を減らすことができる。
NACAダクトは、冷却用の空気導入やガスタービン式APUのように圧力回復があまり重要ではない用途で利用される。
ピトー型
ピトー型は単純に前方に開口しただけの形状で、亜音速から低超音速での性能が高い。超音速飛行で利用される場合はノーマルショックインレットダクト（英: normal shock inlet duct, NSID、normal shockは垂直衝撃波の意）とも呼ばれる。ピトー型ではカウルの縁の形状がエンジン性能と機体の空気抵抗に大きく影響し、断面半径が大きいほど流れのひずみを小さくして仰角と横滑り角が大きいほどその傾向が顕著になる一方、音速に近づくにつれて衝撃剥離流れを誘発して機体抵抗が大きくなる。開口面はエンジン中心軸に対して垂直ではなく、機体におけるインテークの位置や機体の仰角範囲に依存し、通常は巡航中の局所流れに対して垂直に作られる。ジェット旅客機の多くがピトー型を採用している。
二次元ランプ型
正面から見ると四角形あるいは英文字のD字形で、側面から見ると開口部の前にくさび形の斜面（インテークランプ, en:Intake ramp）を備えた形状で、Dインレット（英: D-inlet）とも呼ばれる。くさび型の斜面は、高迎え角時の空気吸入量安定のために設置されており、離着陸時に高迎え角となるコンコルドやF-14、F-15やSu-27などに採用されている。主に翼の下や胴体の左右に設けられる。
円錐型
円筒形のインテークの開口部中心に円錐形の構造物が前方に向かって突き出た形状で、スパイク型（英: spike cone）、丸、軸対称型などとも呼ばれる。円錐形構造物はショックコーン（英: shock cone）と呼ばれ、半円型などのバリエーションもある。円錐型はMiG-21やSR-71など、半円型はF-104などに採用された。
円錐型と二次元ランプ型は超音速ジェット機用で、超音速のより高い速度域でピトー型よりも高い性能を持つ。円錐型は二次元ランプ型に比べると、軽量にできる場合が多く、1.5％ほど圧力回復率が高い一方、空気抵抗が大きく、可変形状とするには構造が複雑になる。二次元ランプ型は約マッハ2まで、円錐型はそれ以上の速度で飛行する機種に利用される傾向にある。いずれも流入空気をエンジンに到達するまでに音速の半分程度まで減速する。流入空気が超音速から亜音速へ推移する際に、垂直衝撃波を経て減速されるが、減速前のマッハ数が小さいほど圧力回復率が高い。円錐型や二次元ランプ型では開口部付近で垂直衝撃波を通過する前に充分な速度まで減速するように、斜め衝撃波を発生させる構造物としてインテークランプやショックコーンが設けられている。斜め衝撃波は音速以下まで減速することはできないが、段階的、あるいは連続的に衝撃波角を変化させながら徐々に流入空気を減速し、最終的に垂直衝撃波によって音速以下に減速させる。このため、インテークランプやショックコーンの角度は一定ではなく、開口部に近づくほど機体進行方向との角度が大きくなっている。また、亜音速飛行時には開口面積を大きくできるように可動式のインテークランプやショックコーンが採用される場合もある。
近年の戦闘機ではエアインテークの位置や形状の設計にステルス性も考慮されており、例えば、F-117攻撃機やB-2爆撃機ではエアインテークの開口部を主翼の上面に設けて機体下面のレーダー反射断面積を小さくしている。また、レーダー反射を増大させるファンブレードが正面から見えないようにする目的で、単発機ながらエアインテークを胴体の左右脇に設けたサーブ 39 グリペンやF-35といった例がある。F-35ではこれに加え、ダイバータレス超音速インレットと呼ばれる特殊なインテークを使い重量を減らしつつ、ステルス性を向上させている。

## 自動車
自動車のエアインテークは、エンジンルームや車室へ空気を取り入れるために車体に設けられた開口部を指す場合と、エンジンの吸気管など、空気を必要とする機器に直接接続された部品を指す場合がある。
エンジンが車体前方に搭載される多くの車種ではフロントグリルからエンジンルームへ空気を取り込むが、エンジンが車体の後ろ寄りに搭載されるミッドシップや車体後部に搭載される車種は、エンジンルームへ外気を導入するために、車体横や後部上面にエアインテークが設けられている。エンジンの吸気管はエンジンルーム内に配置されるのが一般的だが、エンジンルーム内の熱の影響を少なくするために吸気管の入り口近くに外気を導入するために、ボンネットに開口部が設けられる場合もあり、フードスクープ（米: hood scoop）やボンネットスクープ（英: bonnet scoop）と呼ばれる。あるいは、吸気管の入り口の車体から外部に突出させて外気を直接吸入させる場合もあり、エンジンの揺動にあわせて振動することからシェイカースクープ（en:shaker scoop）と呼ばれている。フォーミュラ1やインディカーを始め、エンジンが車体後方に搭載されるモータースポーツ車両では、進行方向に開口部を設けて走行風圧により積極的に空気を吸気管へと送る円筒形の部品が装備される場合が多く、エアインダクションポッド（英: air induction pod）と呼ばれている。市販車両にも走行風圧を利用した吸気管が採用される場合があり、1960年代にポンティアック・GTOなどのディーラーオプションとして設定された。GMの商標でラムエアーと名付けられ、ボンネットに設けられたエアインテークをキャブレターに直接接続する構造であった。1970年代のポンティアック・ファイヤーバードの時代にオプション設定されたラムエアーIVでは、フロントウインドウの前方で空気の圧力が高くなることを積極的に利用するために、進行方向とは逆の向きに開口部が設けられたリバースドエアスクープ（英: reversed air scoop）から空気を取り入れる構造とされた。あるいはフロントグリルの直近に吸気管の開口部を設けて走行風圧を利用するラムエアインテークの採用例もある。
インタークーラーやオイルクーラー、ブレーキを冷却するために、これらに空気を導くエアインテークが独立して設けられる場合もある。特に、エンジンルーム内の上部にインタークーラーが配置される場合、ボンネットや屋根の後方にエアスクープが設けられる場合がある。
ベンチレーターとして外気を室内に取り込むエアインテークは、多くの車種ではフロントウインドウとボンネットの間のカウルと呼ばれる位置にあり、空力的にこの位置の静圧はほかの部分よりも高いため、開口部が車体進行方向に向いていなくても走行によって空気が流れ込む。これとは別に、車体前面や屋根前方に直接的に外気を導入するエアインテークが採用される例もある。
装飾目的でエアスクープに似せた部品が設けられることもあり、ダミースクープ（英: dummy scoop）とも呼ばれている。外気を導入する機能はなく開口部の奥は閉塞されている。日本車では1970年代末から1980年代初頭に掛けて、ターボチャージャー搭載車両を中心にボンネットにダミースクープが設けられる例が見られ、1980年代後半以降はリアフェンダーなどの車体側面に装着された車両が見られた。また、S12型シルビアなど、エンジンや補機類がエンジンルームの高さに収まらない場合にダミースクープを設けて高さを稼ぐ場合もあった。
ダッジ・チャレンジャーには往年のシェイカースクープを模したエアインテークシステムがオプションで設定されている。

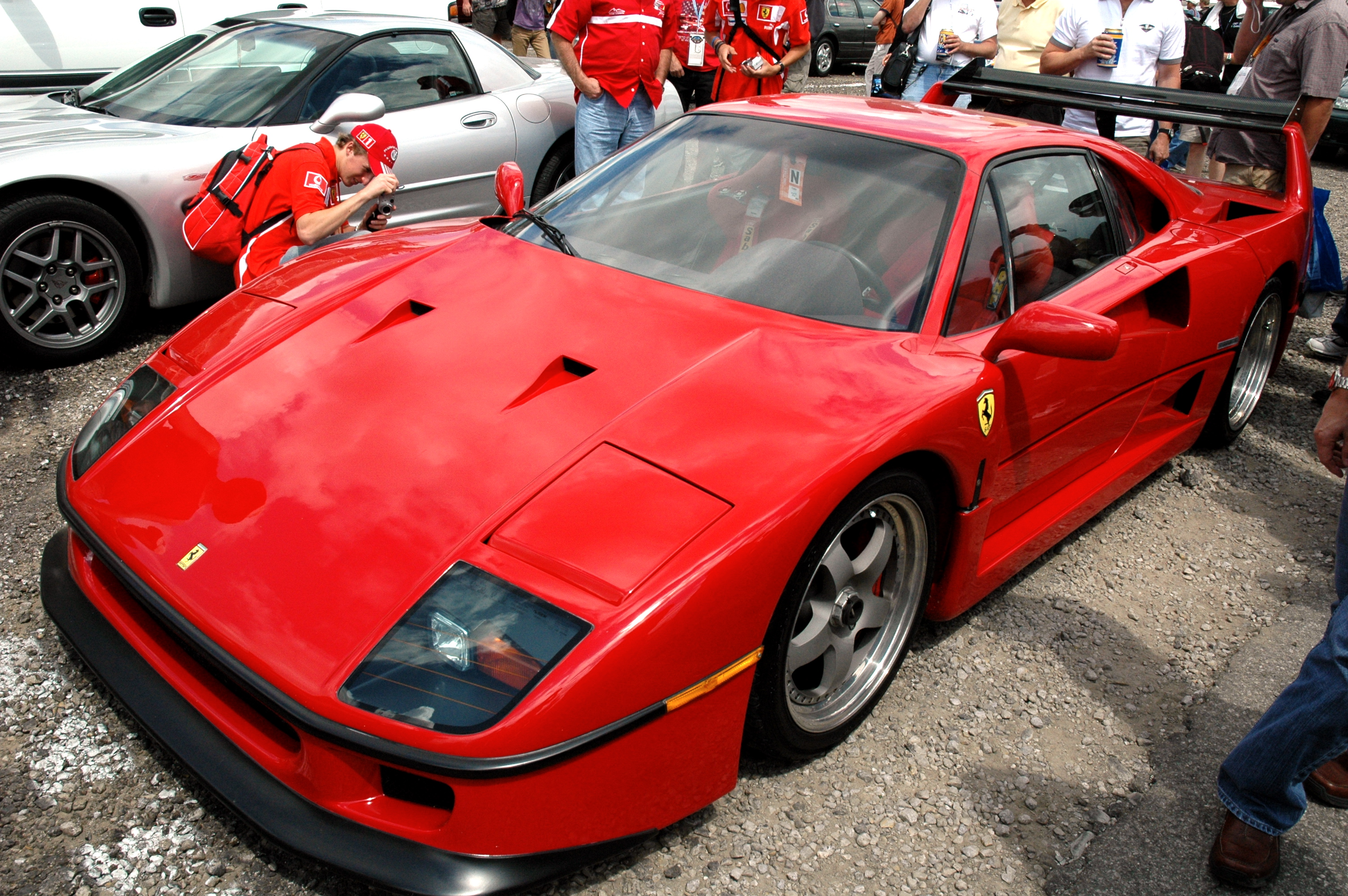
NACAダクト風エアインテーク（フェラーリ・F40）
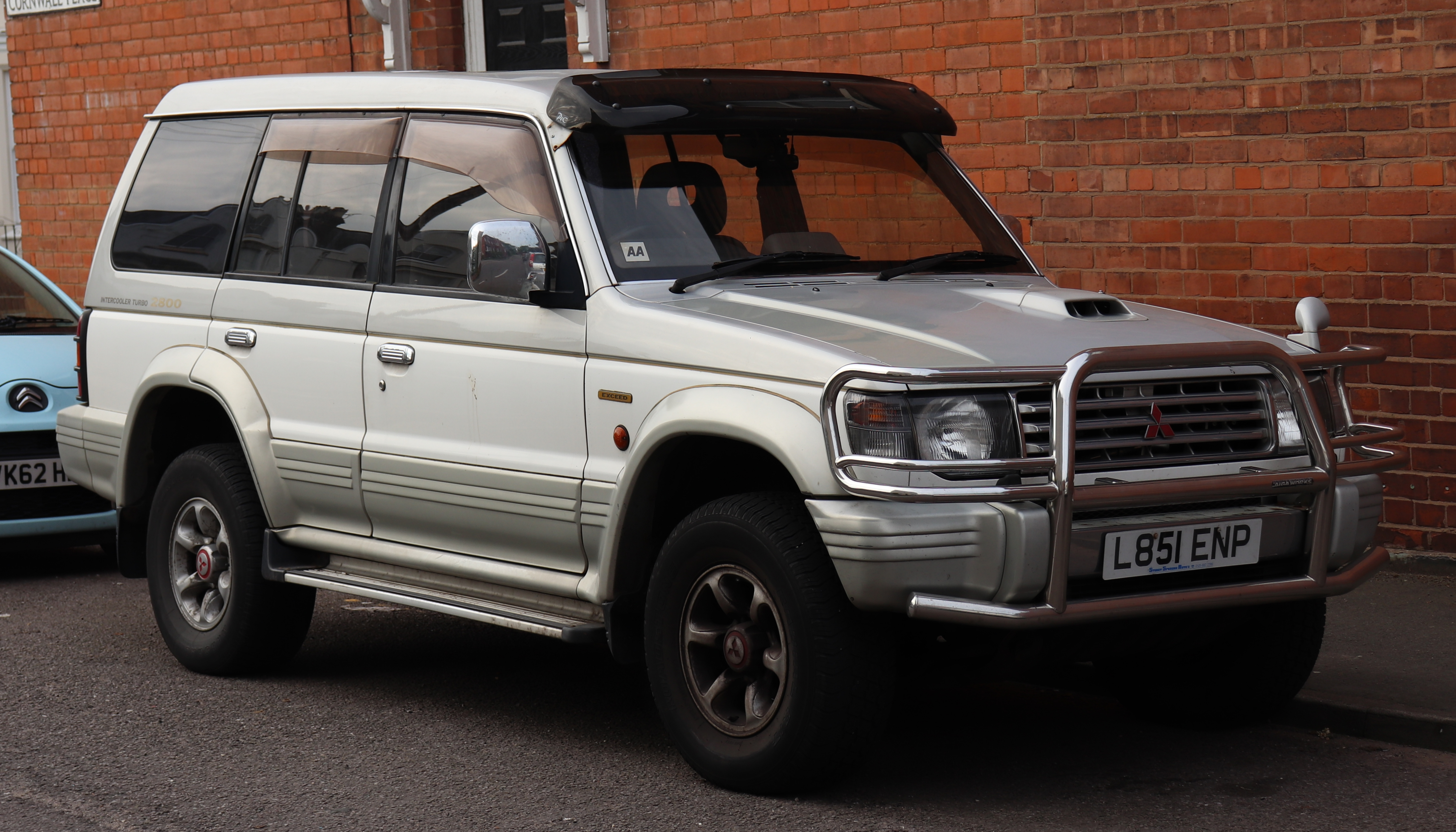
ボンネットに設けられたインタークーラー冷却用エアインテーク（三菱・パジェロ 2代目中期型）
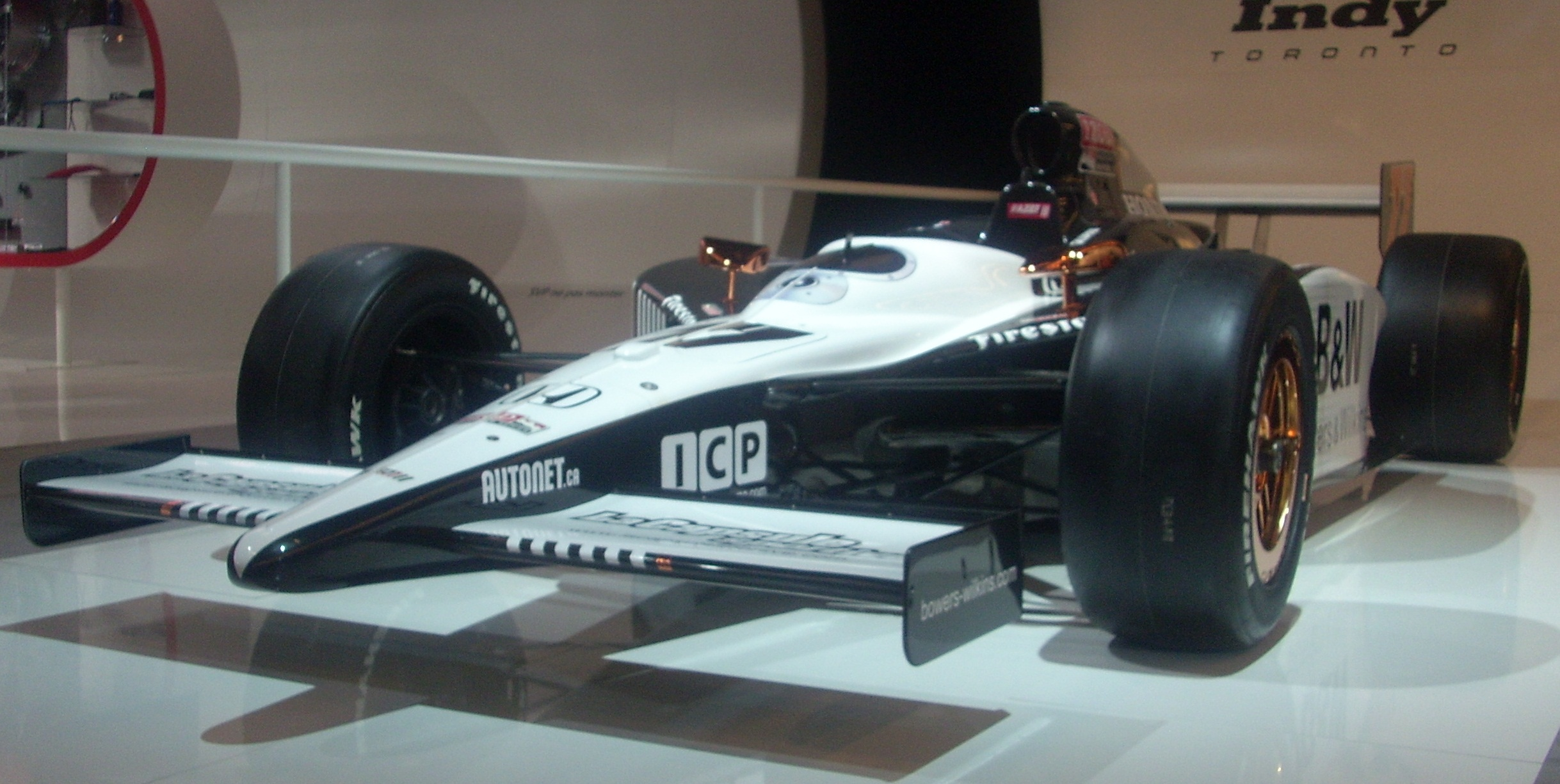
インディカーのエアインダクションポッド（2010年仕様）
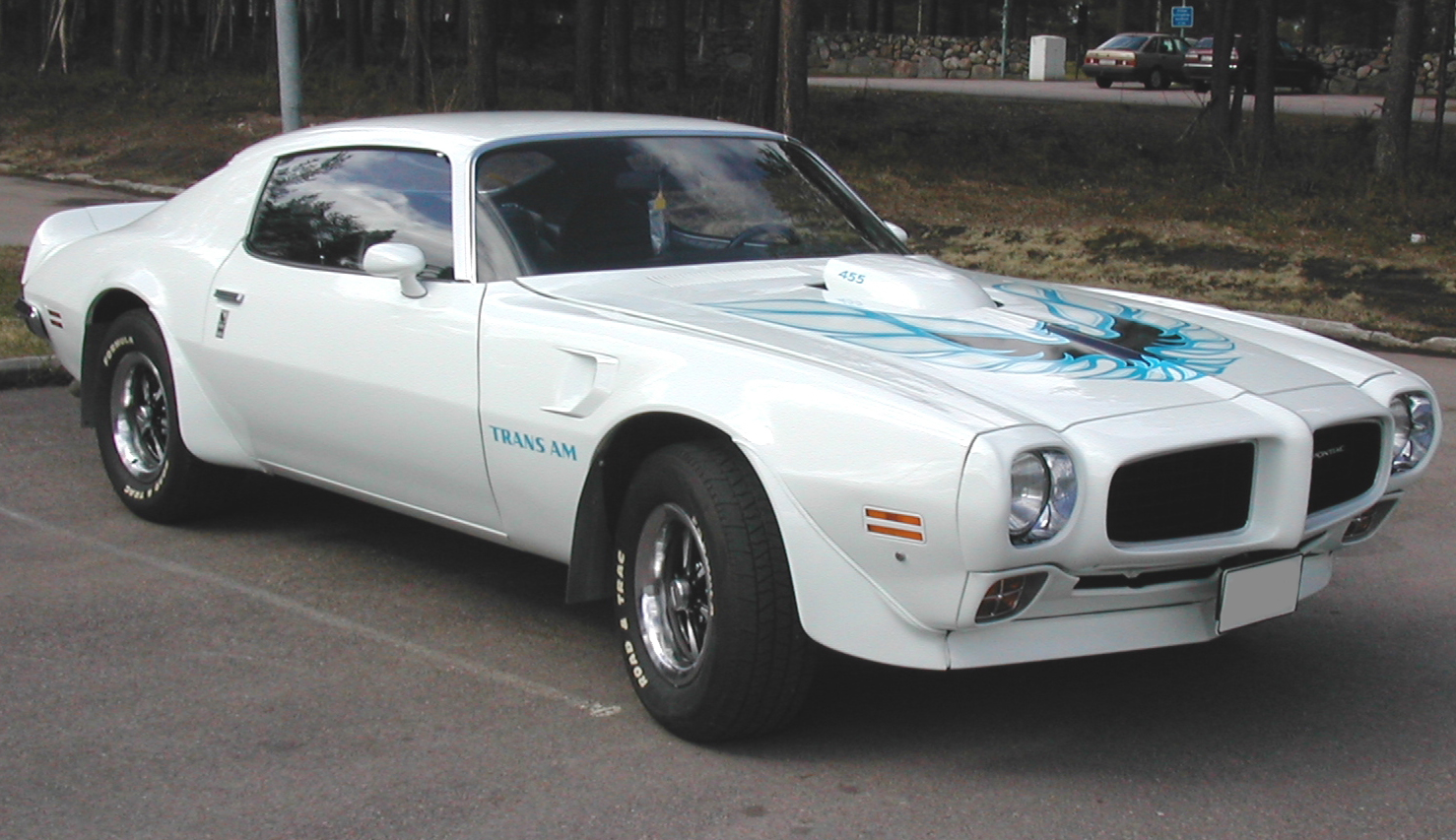
リバースドエアスクープのラムエアーIV（1973年式ポンティアック・トランザム）
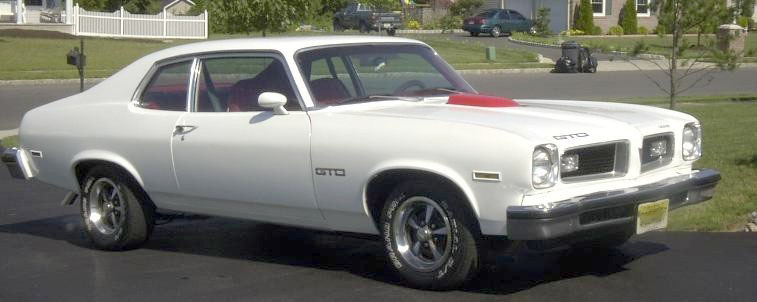
シェイカースクープ（1974年式ポンティアック・GTO）
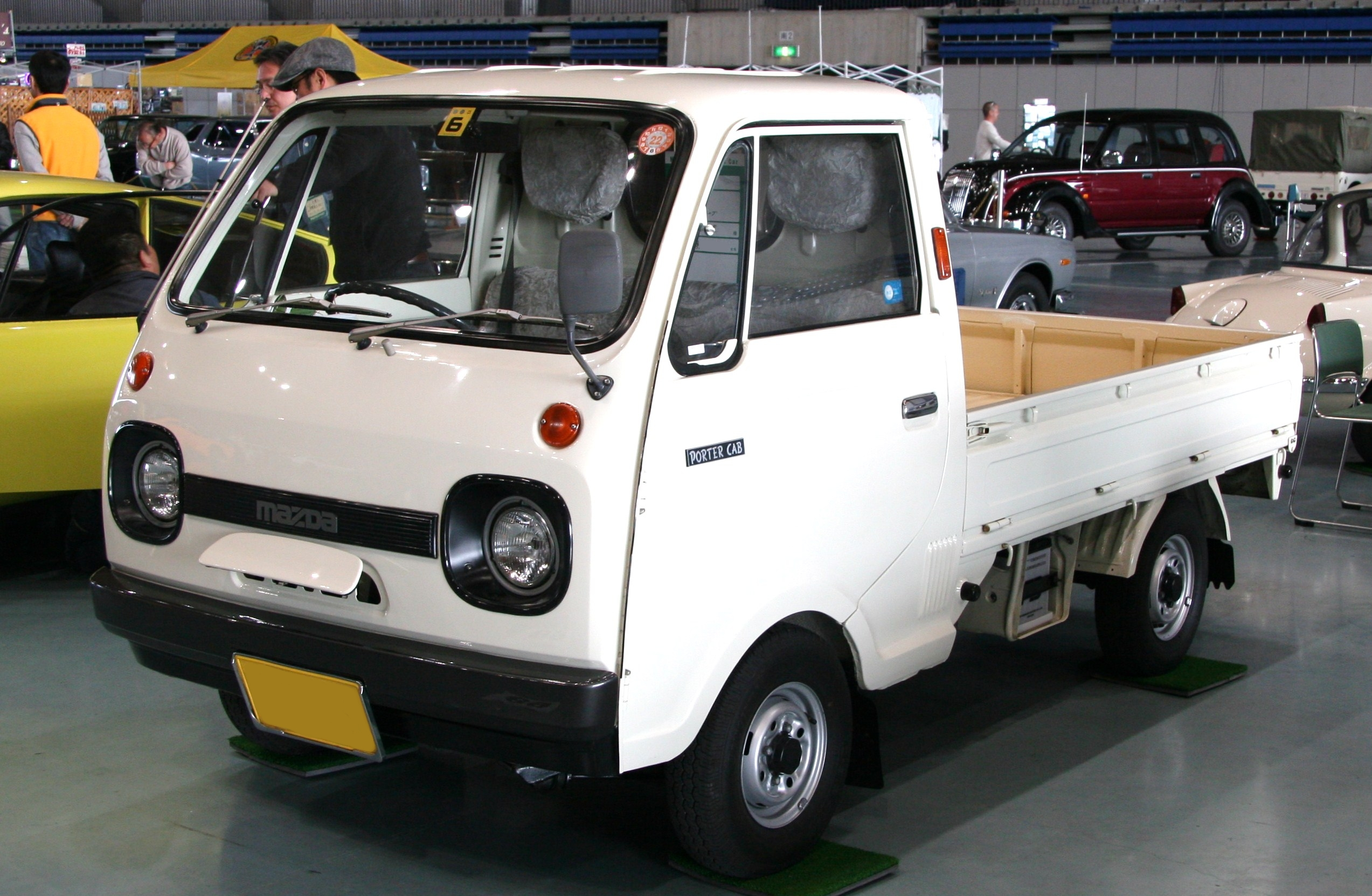
車体前面のベンチレーター（マツダ・ポーターキャブ）
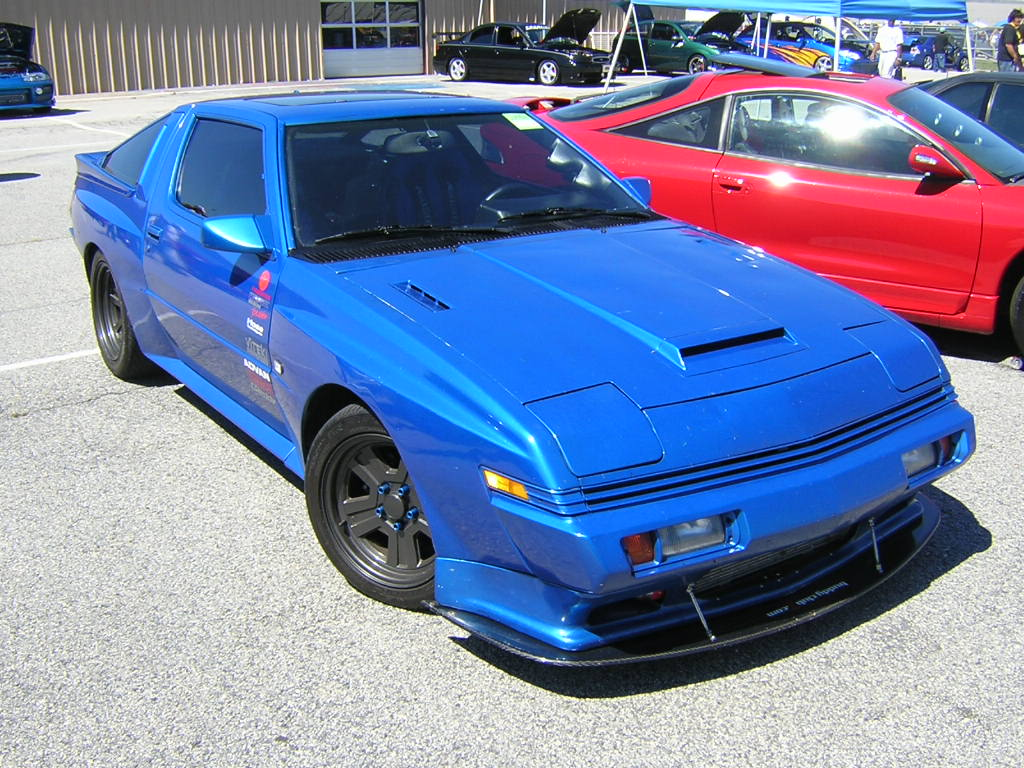
ダミースクープ（三菱・スタリオン）

## オートバイ

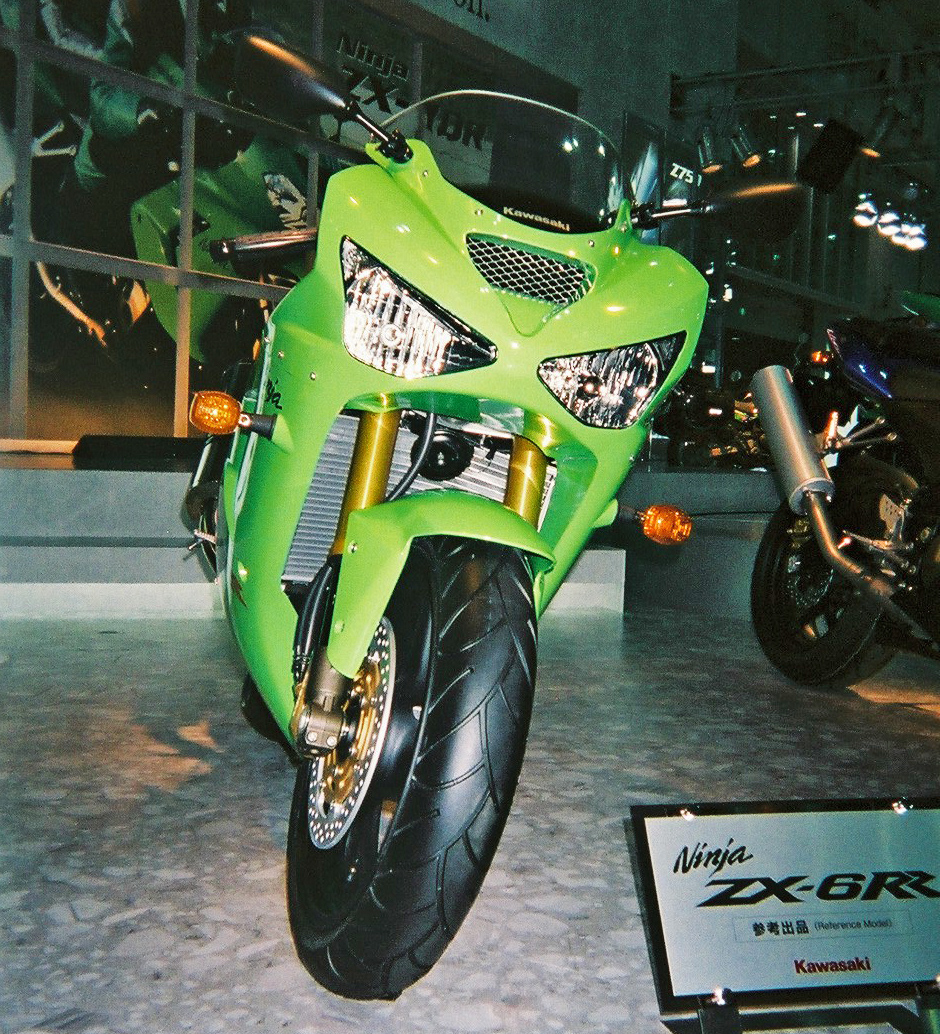
ウインドシールド直下に設けられたラムエアインテーク（2003年式カワサキ・ZX-6RR）

オートバイではエンジン吸気のエアインテークは、エンジンレイアウトやキャブレター、エアクリーナーの配置に応じてシートやタンクの下に設けられる場合や、車体側面に設けられる場合がある。市販車では異物が進入しにくいようにカバー開口部がサイドカバーなどでカバーされている場合が多いが、エンジンの発する熱の影響を受けにくいように車体側面に開口部を設けて管路で導く場合もある。
スーパースポーツタイプやメガスポーツタイプの車種には、走行風を利用してより多くの空気を取り込み、高速走行時の出力を向上させるエアインテークが採用されている車種がある。ラムエアシステムやフォースドエアインテーク（英: foreced air intake）とも呼ばれ、アッパーカウルの下部やヘッドライト付近などに開口部が設けられ、風圧によって空気が吸気管へ流れ込む動きを助ける。